# Solorarchipel

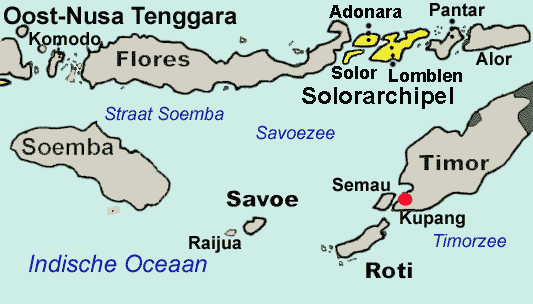

De Solorarchipel (Indonesisch: Kepulauan Solor) ligt ten oosten van Flores en behoort tot de Kleine Soenda-eilanden van Indonesië en is bestuurlijk onderdeel van de procincie Oost-Nusa Tenggara.
De archipel bestaat (van west naar oost) uit de grotere eilanden Solor, Adonara en Lomblen (Lembata), maar omvat ook talrijke kleinere eilandjes. 

Ten oosten ligt de Alor-archipel. In het noorden ligt de Bandazee en ten zuiden aan de andere zijde van de Savoezee ligt Timor.
De bewoners spreken naast Indonesisch als lingua franca ook het Lamaholot. Daarnaast worden er diverse lokale talen gesproken zoals het Adonara dat zowel op Adonara als op Solor gesproken wordt.